# Johannes Schütz (Stuckateur)

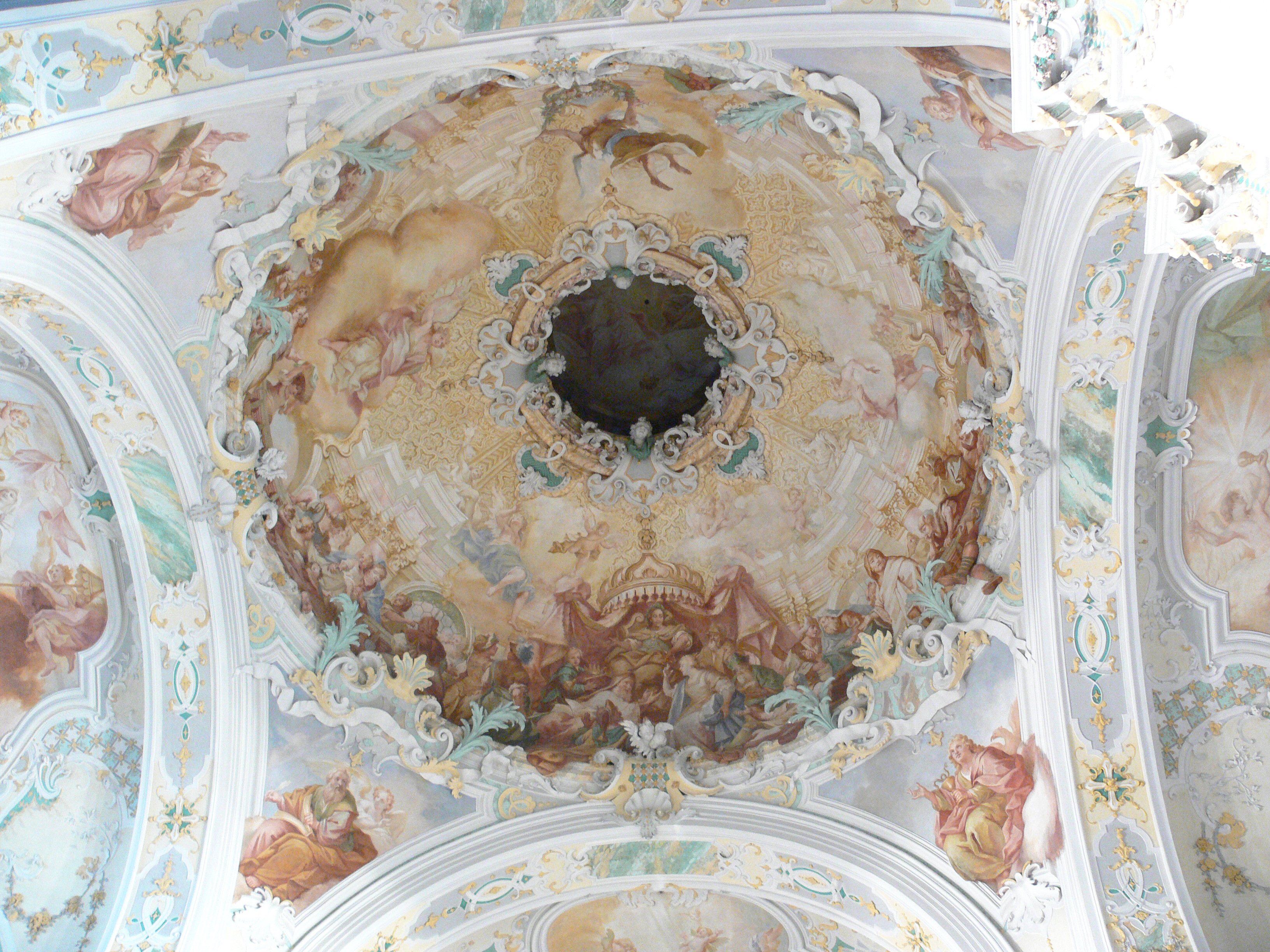
Chorkuppel der Pfarrkirche St. Katharina Wolfegg mit Stuckdekoration von Johannes Schütz, 1735

Johannes Schütz, auch Johann Schütz (* 1704 in Matsch (ital. Mazia), Südtirol, Italien; † 1752 in Baden-Baden) war ein deutscher Stuckateur der Wessobrunner Schule.
Erste Erwähnung fand Schütz im Sommer 1729, als er das Blumenzimmer auf Schloss Wolfegg gestaltete. Weitere Arbeiten folgten in Wolfegg, Urlau, der Pfarrkirche St. Gallus und Ulrich und der Schlosskapelle in Kißlegg, Beuron, auf Schloss Zeil und auf Schloss Syrgenstein, sowie in Leutkirch im Allgäu, wo er im Rathaus, im Schlösschen und im Gartenhaus Hummelsberg arbeitete. 
Zu seinen bedeutendsten Werken zählt die Ausgestaltung der Pfarrkirche St. Katharina in Wolfegg im Jahr 1735. 1740 war er als markgräflich badischer Hofstuckateur auf Schloss Rastatt tätig. Eines seiner letzten Werke war die Ausgestaltung der Kirche von Appenweier im Jahre 1751. Schütz starb 1752 in Baden-Baden.